# جوزف هیلیس میلر
جوزف هیلیس میلر (انگلیسی: J. Hillis Miller؛ (زادهٔ ۵ مارس ۱۹۲۸ – درگذشتهٔ ۷ فوریهٔ ۲۰۲۱) یک نویسنده، منتقد ادبی و استاد دانشگاه اهل ایالات متحده آمریکا بود. تحقیقات و تالیف‌های وی بیشتر در زمینه ادبیات مدرن، واسازی، اخلاق خوانش و خوانش به مثابه کنش فرهنگی بود. میلر که دانش‌آموخته دانشگاه هاروارد است در دانشگاه‌های جانز هاپکینز، ییل و کالیفرنیا، ارواین تدریس کرده بود.

## زندگی شخصی
میلر در سال ۱۹۴۹با دوروتی جیمز ازدواج کرد و تا زمان مرگ در ژانویه ۲۰۲۱ با وی بود. این زوج صاحب دو پسر و یک دختر شدند. میلر در ۷ فوریه ۲۰۲۱، یک ماه پس از مرگ همسرش، در خانه اش در سجویک، ماین درگذشت. او ۹۲ساله بود.